# الدوري التونسي لكرة اليد 1965–66
الدوري التونسي لكرة اليد 1965-1966 هو الدورة 11 من الدوري التونسي لكرة اليد للرجال. شارك فيها 12 فريقا.

فاز بهذا الموسم النادي الرياضي لحمام الأنف، وجاء ثانيا الملعب النابلي.

## روابط خارجية
- الموقع الرسمي للجامعة التونسية لكرة اليد.